# Vikkstar123
维克拉姆·辛格·巴恩（英語：Vikram Singh Barn）（1995年8月2日—）网名Vikkstar123和Vikkstar更为知名，是一名英国的YouTuber和网络红人。他也是英国YouTube组合Sidemen的一员和联合创始人之一。

## 早年生活和教育
Barn出生在萨里郡吉尔福德。他的父母都是印度裔英国人。他在8岁之前一直居住在这里。之后他居住在谢菲尔德，在那里他在锡尔弗学校就读。他是三个兄弟里面最年长的一个。

## YouTube职业生涯
Barn于2010年加入了YouTube。他曾经和他的朋友一起玩过游戏，因此他开始观看其他YouTuber的视频并制作他自己的视频。最终他决定创建自己的频道。据他自述：
我想我也许能做得比他们好一点，并从中获得乐趣。我开始录制自己游玩《使命召唤：现代战争2》。我开始制作教程视频，其中有一些是关于刀的，关于你如何把它们扔出去才能穿过整个地图。我制作了视频，展示了你可以扔刀或战斧杀人的地方。我当时觉得炫耀这些可笑的击杀方法是很酷的。
当他的知名度上升后，他开始认真考虑自己的事业，并开始玩《我的世界》。
2013年，他加入了YouTube组合Sidemen，导致他的知名度更加上升。他随后于2014至2018年与其他三人同居在一所房子里。2018年他宣布将会离开这所房子，享受一个人的城市生活，但不离开组合。他也是我的世界服务器Dream SMP的一员。
2021年1月，他在自己的频道上宣布，由于作弊泛滥，他将不再游玩《使命召唤：战争地带》。他声称，如果问题持续存在的话，作弊玩家将会成为“游戏的死亡”。他和其他几位知名直播主的批评引发了轩然大波，导致动视升级了游戏的反作弊系统。

## 商业投资
巴恩是电子竞技队伍的投资者，他说过自己是如何投资于《使命召唤》队伍伦敦皇家乌鸦队（London Royal Ravens）的，并表示希望为这项运动的更广泛普及“构建蓝图”。

## 电影业
| 年份 | 标题                       | 角色   | 网络            | 注释      | Ref.   |
| ---- | -------------------------- | ------ | --------------- | --------- | ------ |
| 2014 | 《The Sidemen Experience》 | 他自己 | 喜劇中心        | 主角；5集 | [ 14 ] |
| 2018 | 《The Sidemen Show》       | 他自己 | YouTube Premium | 主角；7集 | [ 15 ] |
| 2020 | 《How to Be Behzinga》     | 他自己 | YouTube         | 2集       |        |

### 电视节目
| 年份 | 标题                             | 角色                      | 注释                           |
| ---- | -------------------------------- | ------------------------- | ------------------------------ |
| 2021 | 《Michael McIntyre's The Wheel》 | 他自己 / 名人专家（游戏） | 第一季第六集；被称为“Vikkstar” |